# Phyllobrotica signata
Phyllobrotica signata es una especie de insecto coleóptero de la familia Chrysomelidae. Fue descrita en 1825 por Mannerheim.